# Hemimetopius kayoveanus
Hemimetopius kayoveanus är en stekelart som beskrevs av Pierre L. G. Benoit 1955. Hemimetopius kayoveanus ingår i släktet Hemimetopius och familjen brokparasitsteklar. Inga underarter finns listade i Catalogue of Life.